# ボーカ
ボーカ（伊: Boca）は、イタリア共和国ピエモンテ州ノヴァーラ県にある、人口約1,100人の基礎自治体（コムーネ）。

## 地理

### 位置・広がり
| 隣接するコムーネは以下の通り。括弧内のVCはヴェルチェッリ県所属を示す。 - カヴァッリーリオ - クレッジョ - グリニャスコ - マッジョーラ - プラート・セージア - ヴァルドゥッジャ (VC) |

## 行政

### 分離集落
ボーカには、以下の分離集落（フラツィオーネ）がある。
- Baraggia, Borzighella, Fuino, Marello, Pianorosa, Ronchetto, Rogiotto